# Pričević
Pričević (Servisch cyrillisch Причевић) is een plaats in de Servische gemeente Valjevo. De plaats telt 519 inwoners (2002).

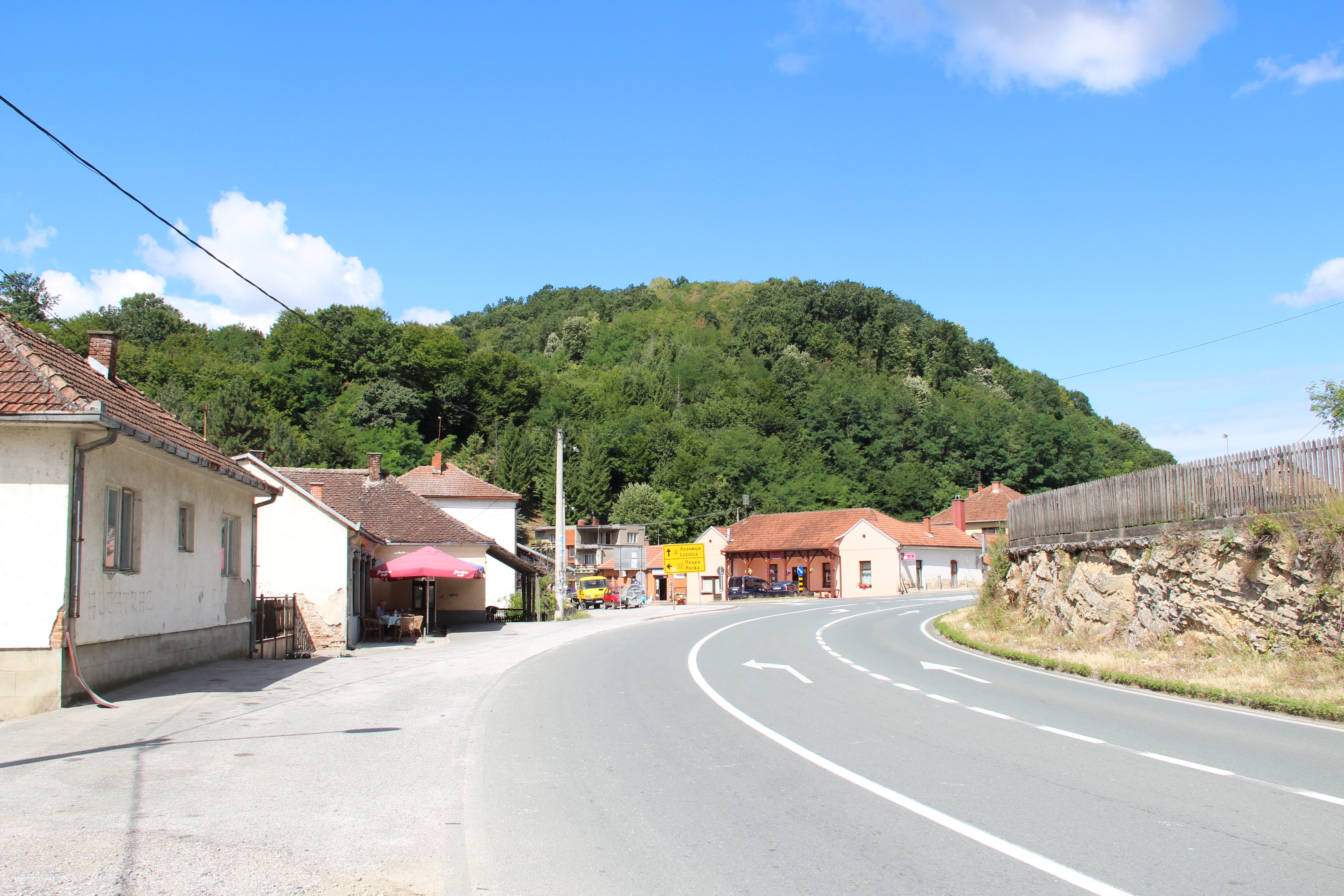
Pričević - center
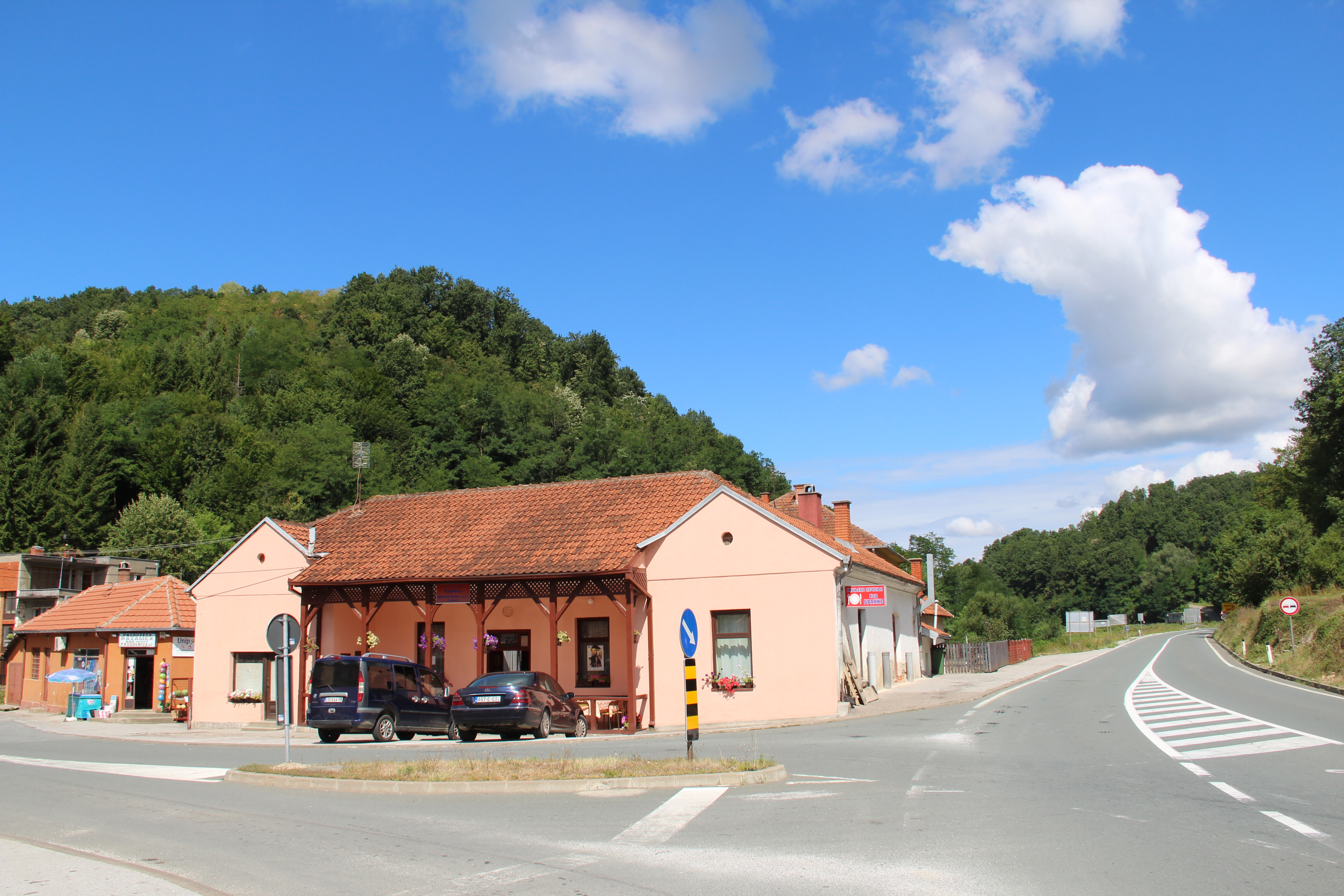
Pričević - center
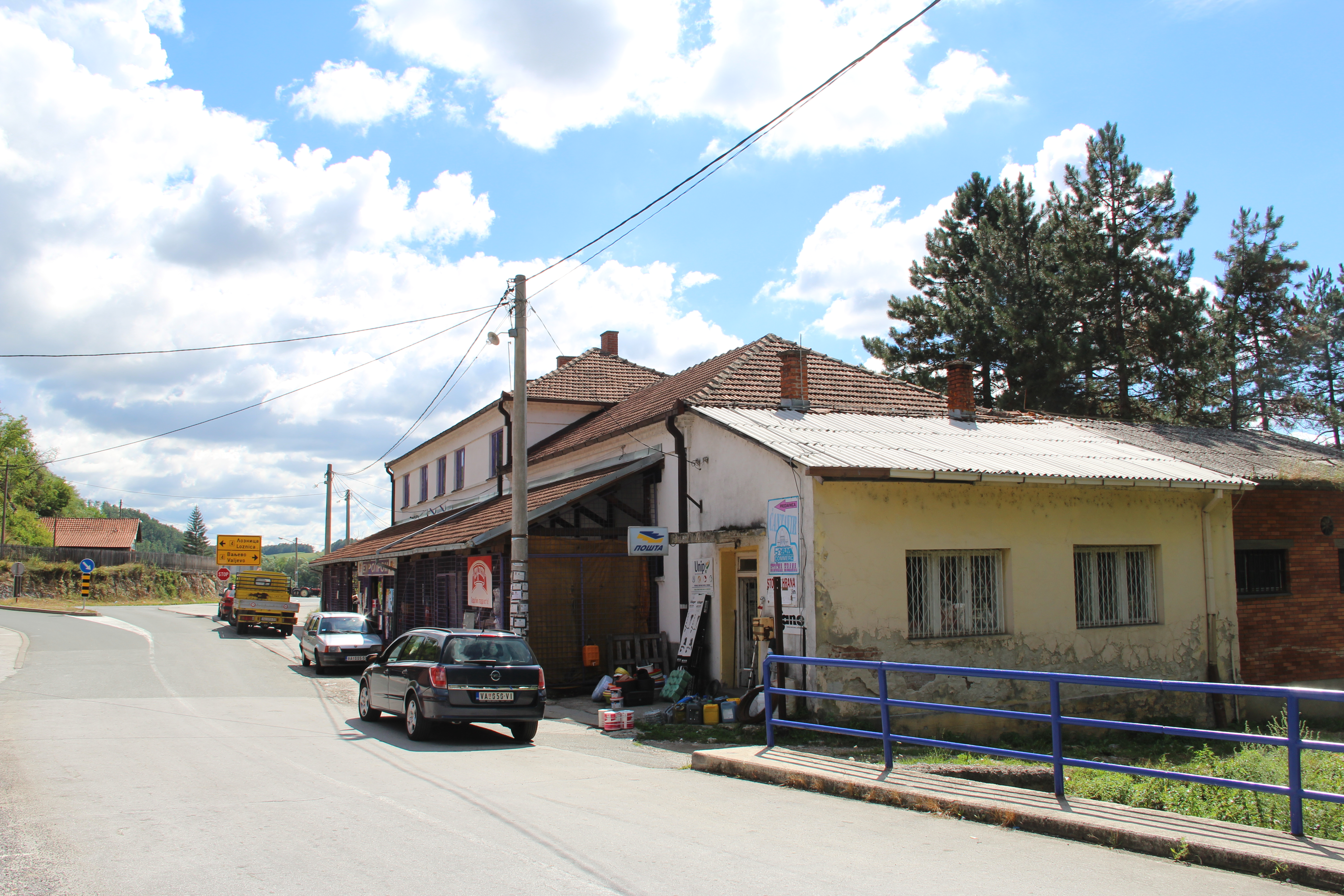
Pričević - center
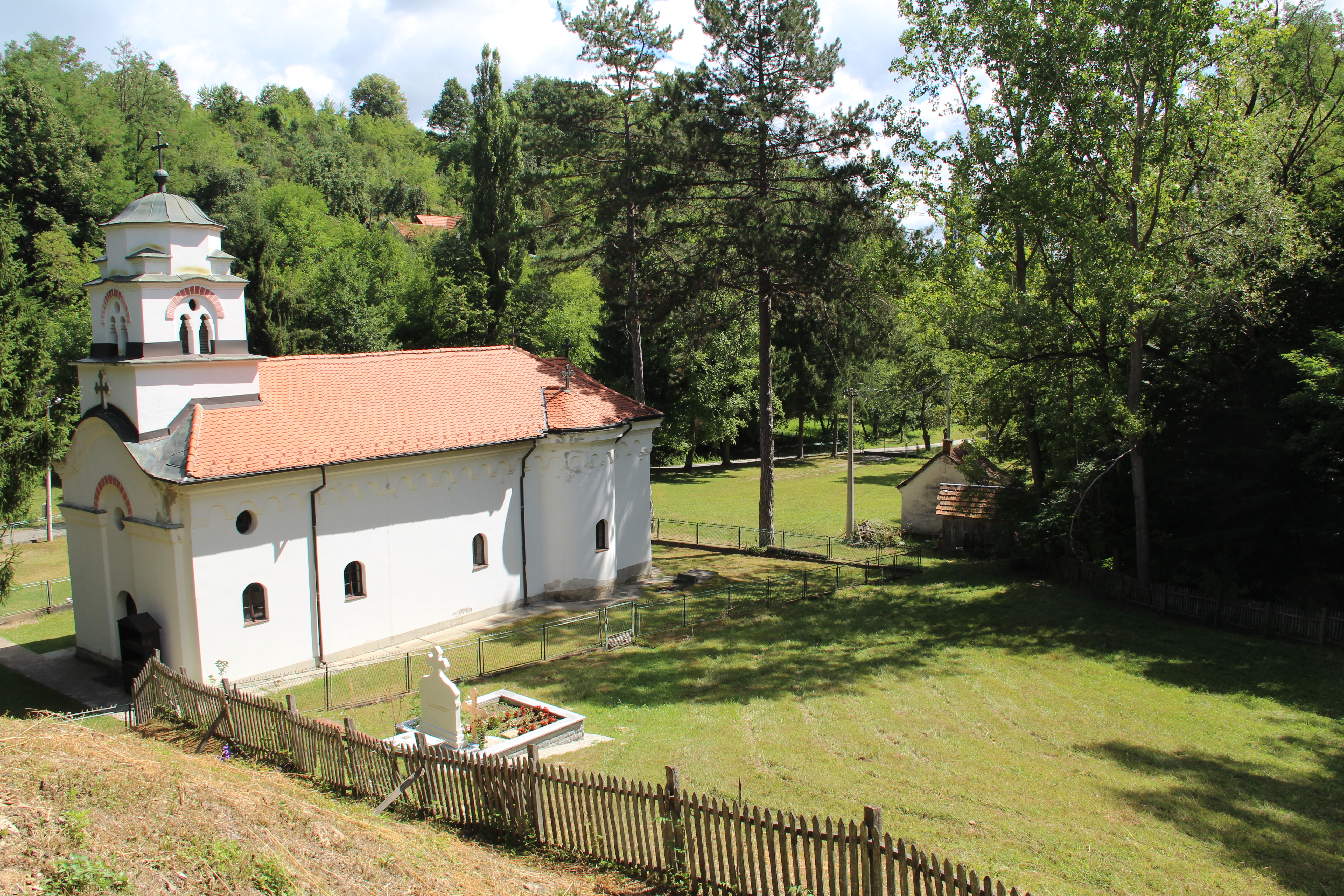
Pričević - Kerk
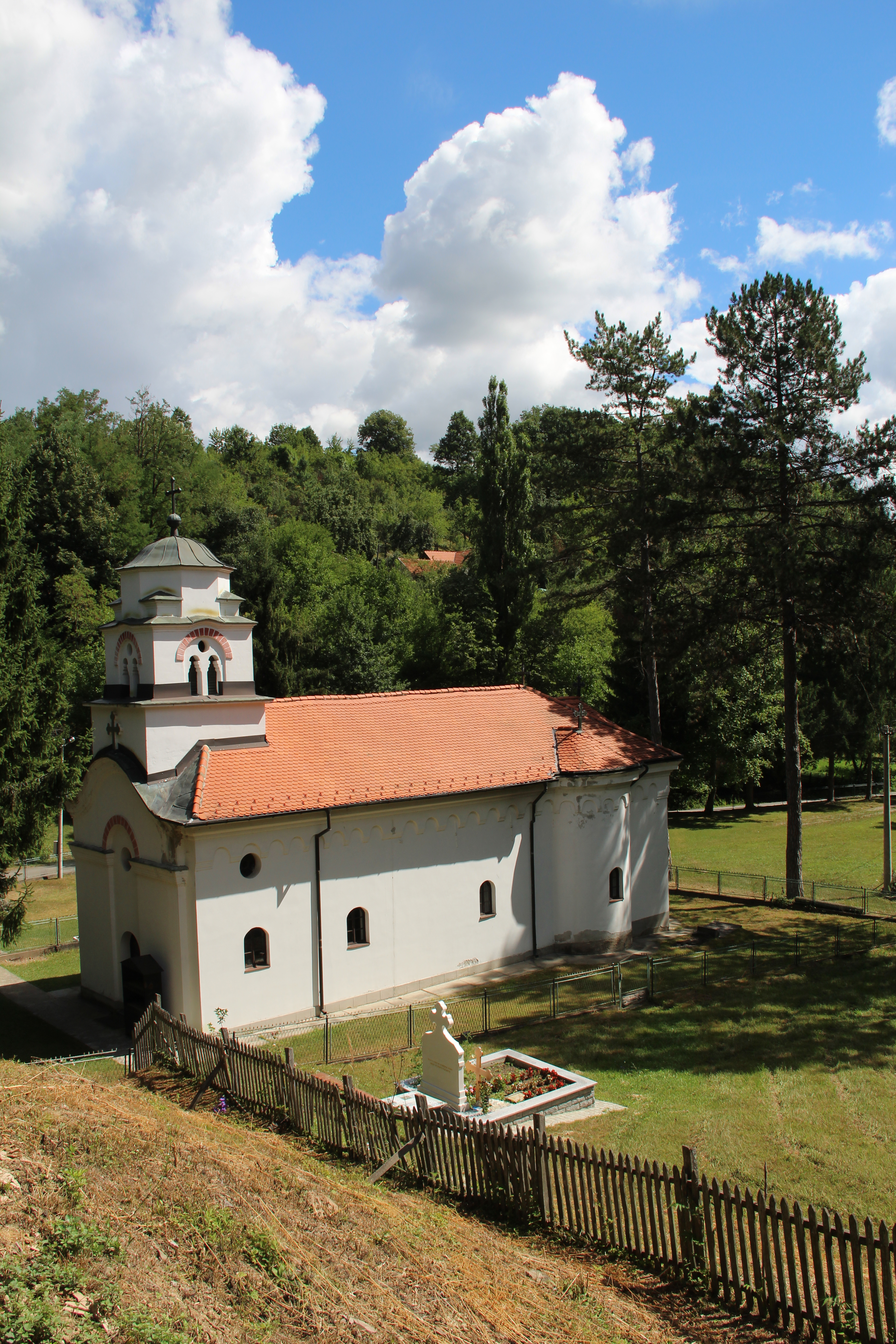
Pričević - Kerk
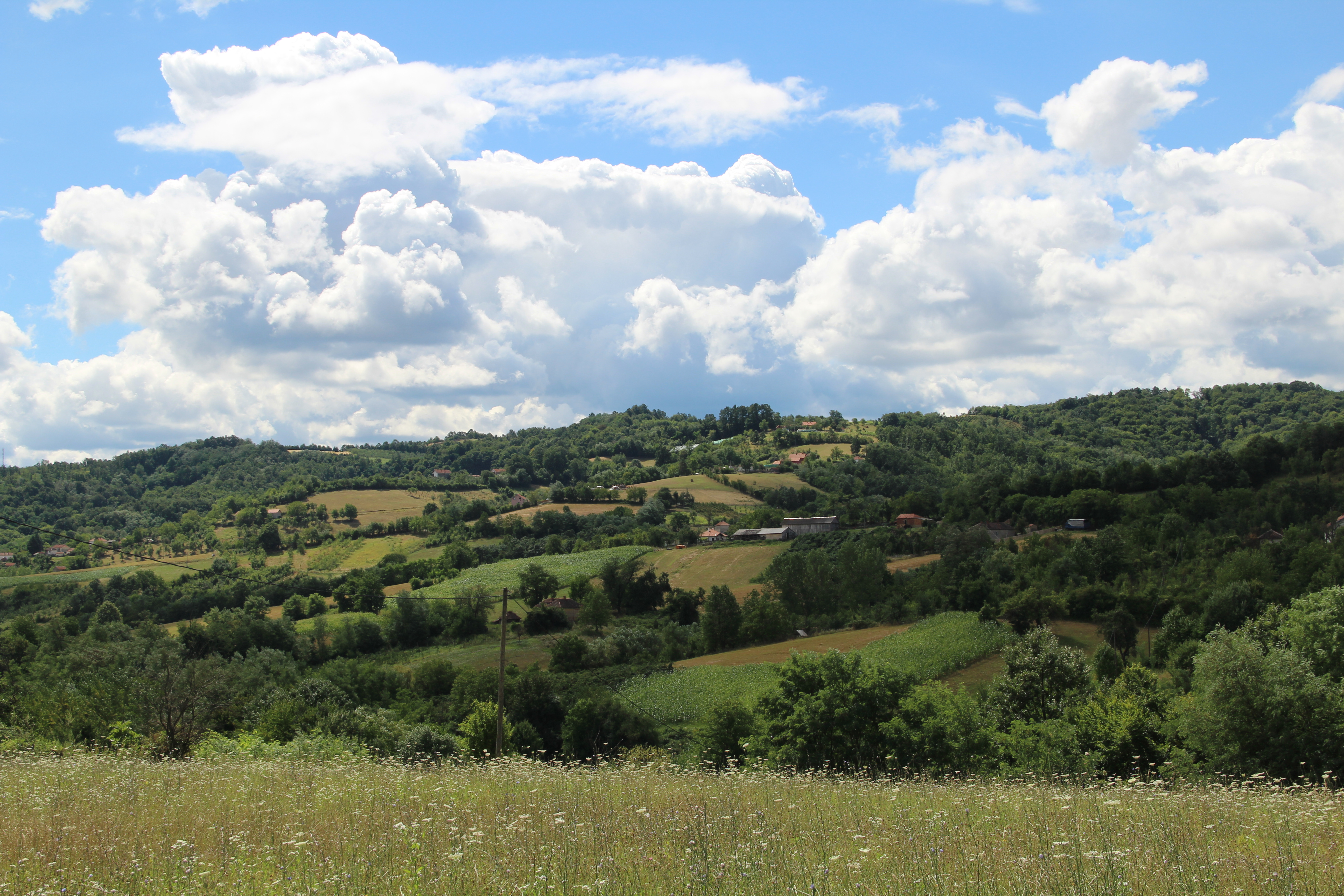
Pričević - Panorama
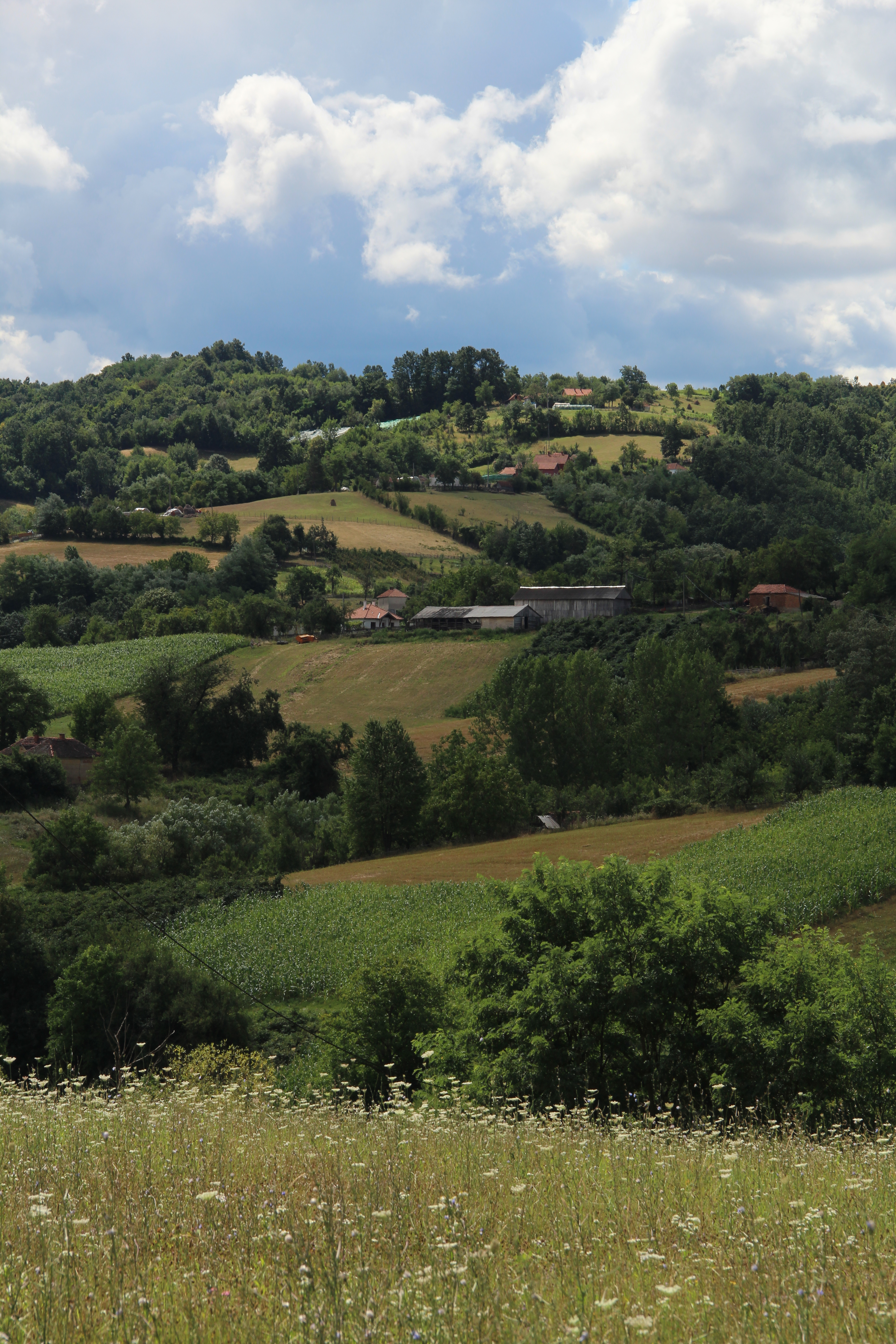
Pričević - Panorama
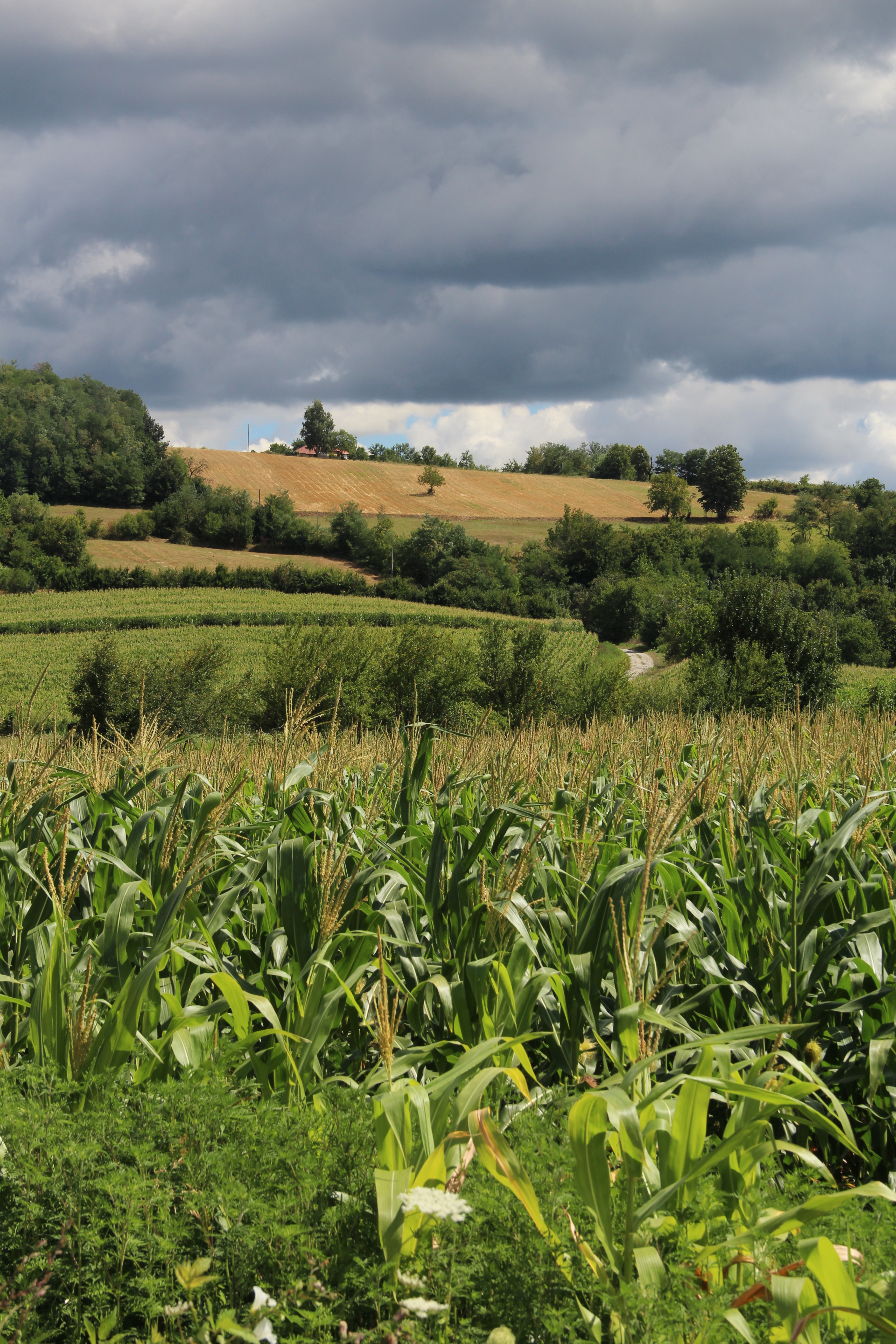
Pričević - Panorama
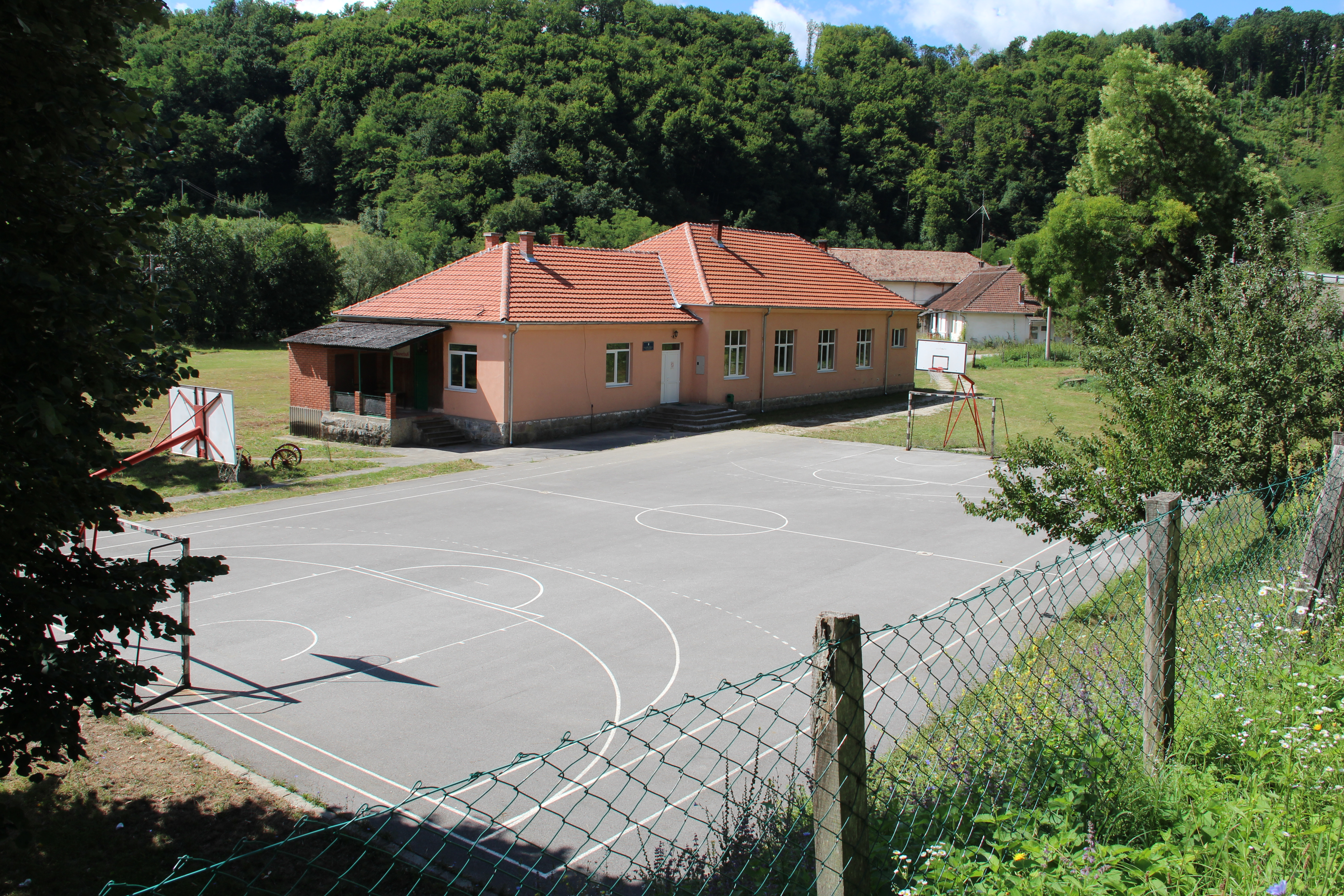
Pričević - School